# Berlendis (famiglia)
I Berlendis sono un'antica famiglia nobile di origine bergamasca, probabilmente proveniente dalle località Endenna e Somendenna. 
Capostipite fu un certo Teutaldo di cui si hanno poche notizie. Alcuni membri della famiglia si spostarono in alcune località della val Seriana. Il ramo della famiglia che si trasferì ad Alzano Lombardo prese il cognome Vegis diventando poi nel XV secolo De Vecchi. Altri si spostarono già dal XIII secolo a Nembroe altri ancora a Venezia.
Del ramo Vegis e poi De Vecchi, risulta capostipite un certo Alessandro indicato nel 1311 come abitante la casa Beroa. Il ricco albero genealogico collima con la famiglia Berlendis con Francesco fu Zinino. 
Nel 1387 fu fatto cittadino di Bergamo Francesco Berlendis.
Alcuni membri della famiglia Berlendis si trasferirono a Venezia formando l'importante famiglia veneziana di cui rimane il famoso palazzo che ne mantiene il nome. mentre altri formarono il ramo di Bergamo abitante in Borgo Santa Caterina che si arricchì notevolmente lavorando e commerciando la lana.

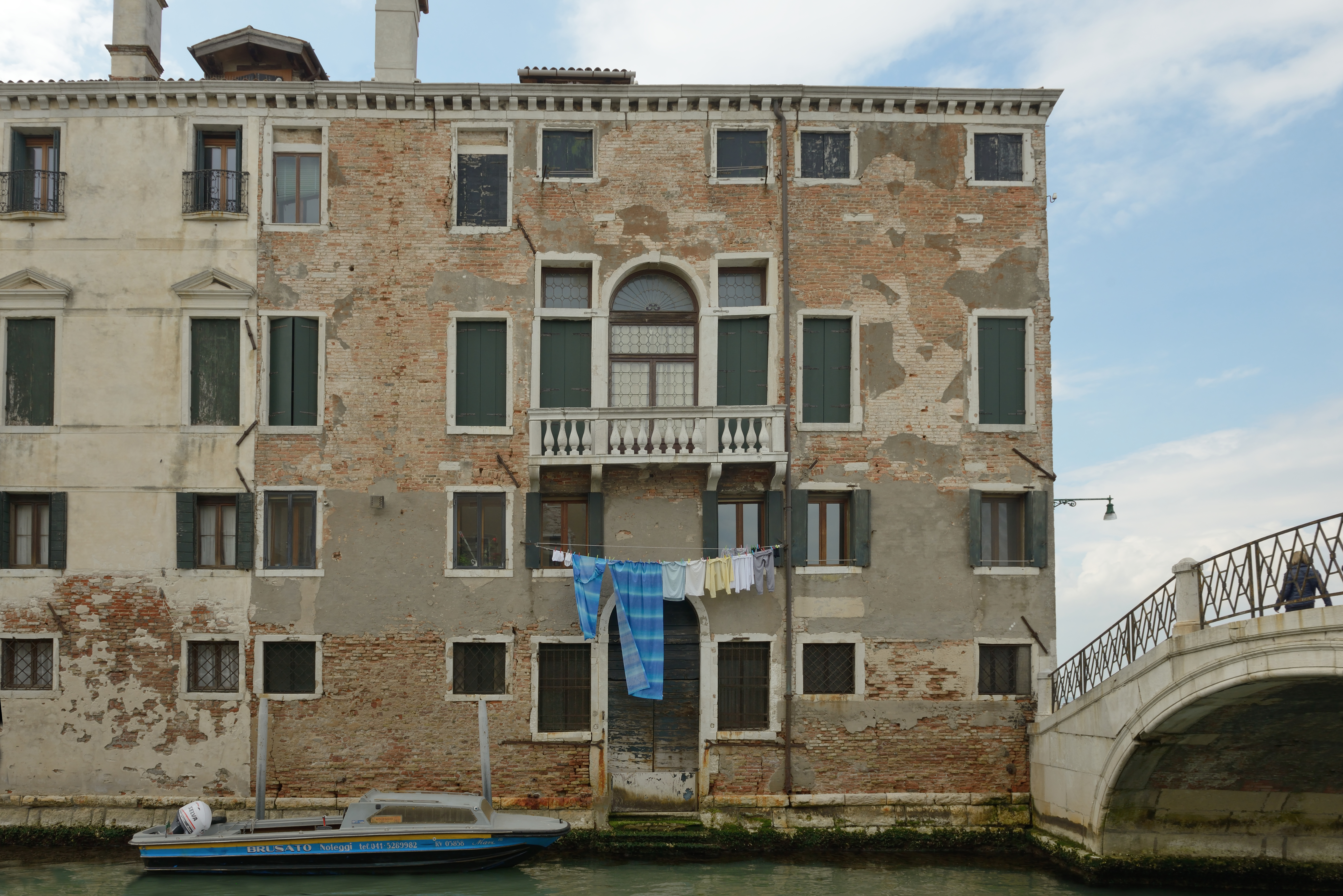
Palazzo Merati e Berlendis a Cannaregio Venezia

## Personaggi
Tra i primi personaggi presenti a Bergamo risulta un'Antonia Berlendis (1280–1330) che andò in moglie a Giovanni Mozzi. Donatus de Berlendis (1350-1438) dei Berlendis detti de Vecchi nel 1438 sposò Donina Suardi figlia di Petrus detto de Vegis di Alzano Superiore. La famiglia si era quindi imparentata con quella importante dei Suardi.
Alcuni personaggi ebbero cariche pubbliche come Camillo Berlendis di Nicolò, giusdicente nel 1641 e nel 1648-1649 a Lovere, mentre nel 1689 di Cologno e Urgnano un Ector Berlendis. Altri si misero al servizio della Serenissima combattendo nelle guerre di Cipro e di Gradisca. Un certo Giacomo Berlendis fu nominato sergente maggiore generale, nonché cavaliere nel 1562 raggiungendo il grado di sovraintendente generale dell'artiglieria veneta.
Nel 1685 un certo Camillo Berlendis acquistò Palazzo Berlendis a Capriolo, paese di confine in provincia di Brescia, da Gerolamo Ugoni
I Berlendis acquisirono titolo nobiliare grazie agli incarichi politici e amministrativi di Nicolò Berlendis, che fu rettore di Treviso e Vicenza e i suoi figli furono aggregati al patriziato veneto nel 1662. Il primo, Giulio, divenne vescovo di Belluno mentre Camillo sposò Marina Sagrado di Giovanni dell'importante famiglia di Venezia e cugino del doge Nicolò Sagrado: Questo matrimonio fu criticato per la facile ascesa della famiglia tra la nobiltà cittadina. Nel 1663 fu Ettore Berlendi a sposare Giulia Lupi di Chiuduno. Il ramo veneziano si estinse dopo il 1780 con le figlie di Nicolò.

### Paolo Berlendis
Paolo nacque a Endenna nel 1520  di professione proto architetto, fu nominato tra gli esecutori delle mura di Bergamo come capomastro in particolare seguì la realizzazione del baluardo di Sant'Agostino. Risulta che sostituì l'architetto Zenese, grazie alle sue capacità. Palazzo Frizzoni conserva un ritratto di famiglia di scuola moroniana. Morì probabilmente a Bergamo nel 1592. Di lui scriverà nella suo Trattato scientifico di fortificazione sopra la storia particolare di Bergamo il nobile Ferdinando Caccia nel 1748:  l'eccellente ingegno [...]avveduto e sollecito.

### Bernardo Berlendis
Figlio di Paolo anche lui nominato come proto architetto, collaborò con il padre nei lavori della costruzione delle mura cittadine e nei lavori di recupero del Castello di San Vigilio. Di lui resta una relazione del 1600 che fu poi presentata al Senato di Venezia dal capitano Trevisan, conservata nell'archivio di Stato di Venezia.  A lui si deve, con l'architetto Lorini, la costruzione della porta cittadina San Giacomo. Nei primi anni del XVII secolo progettò il santuario della Beata Vergine Addolorata di Borgo Santa Caterina in Bergamo, esecutore dell'opera fu il capomastro Genuario Ambone. Non si conoscono i suoi dati anagrafici.

### Giacomo Berlendis (1540 circa -1615 circa)
Giacomo era anch'egli figlio di Paolo e come il fratello maggiore collaborò ai lavori delle mura e delle costruzioni della città di Bergamo. Progettò e sovrintese la costruzione di molte delle strutture militari per la Serenissima sull'isola di Creta. Nominato Soprintendente generale dell’artiglieria nel 1572, dopo aver partecipato distinguendosi alla battaglia di Lepanto, si impegnò nella guerra contro gli uscocchi.

### Giulio Berlendis
Giulio Berlendis, patrizio veneto, nato ad Alzano il 23 gennaio 1616, era figlio di Nicolò, nipote di Giacomo, originario di Alzano, mercante di seta a Venezia, venne nominato vescovo di Belluno dal 6 ottobre 1653 al 21 ottobre 1693, data della sua morte avvenuta nel suo paese natale.

### Giuseppe Berlendis
Giuseppe Berlendis, originario della Val Brembana  fu un importante architetto e incisore che si divise tra Bergamo e Genova dove si era recato giovane a studiare. Tra i suoi lavori serve ricordare la chiesa di Sant'Anna a Bergamo.